# Jerzy Kniaź
Jerzy Kniaź (ur. 3 stycznia 1948 w Gnieźnie, zm. 17 sierpnia 2009) – polski żużlowiec i trener sportu żużlowego.
Licencję żużlową zdobył w 1966 r. w rozgrywkach z cyklu Drużynowych Mistrzostw Polski reprezentował kluby Startu Gniezno (1966–1972), Stali Rzeszów, (1973–1975) oraz Stali Toruń (1976–1981). W 1975 r. zakwalifikował się (jako zawodnik rezerwowy) do finału Indywidualnych Mistrzostw Polski rozegranego w Częstochowie, był również trzykrotnym finalistą Mistrzostw Polski Par Klubowych (Gdańsk 1976, Ostrów Wielkopolski 1977, Chorzów 1978), za każdym razem zajmując VII miejsca. Do innych jego sukcesów należały m.in. I m. w Turnieju Par o Puchar "Trybuny Ludu" (Toruń 1976) oraz dwukrotnie II m. (za Zenonem Plechem) w Memoriałach Mariana Rosego (Toruń 1976, Toruń 1977).
Po zakończeniu czynnej kariery uznanie zdobył jako trener żużlowy, prowadził m.in. drużyny Stali Gorzów Wielkopolski, Startu Gniezno, Apatora Toruń i Polonii Bydgoszcz.